# أورتبلي

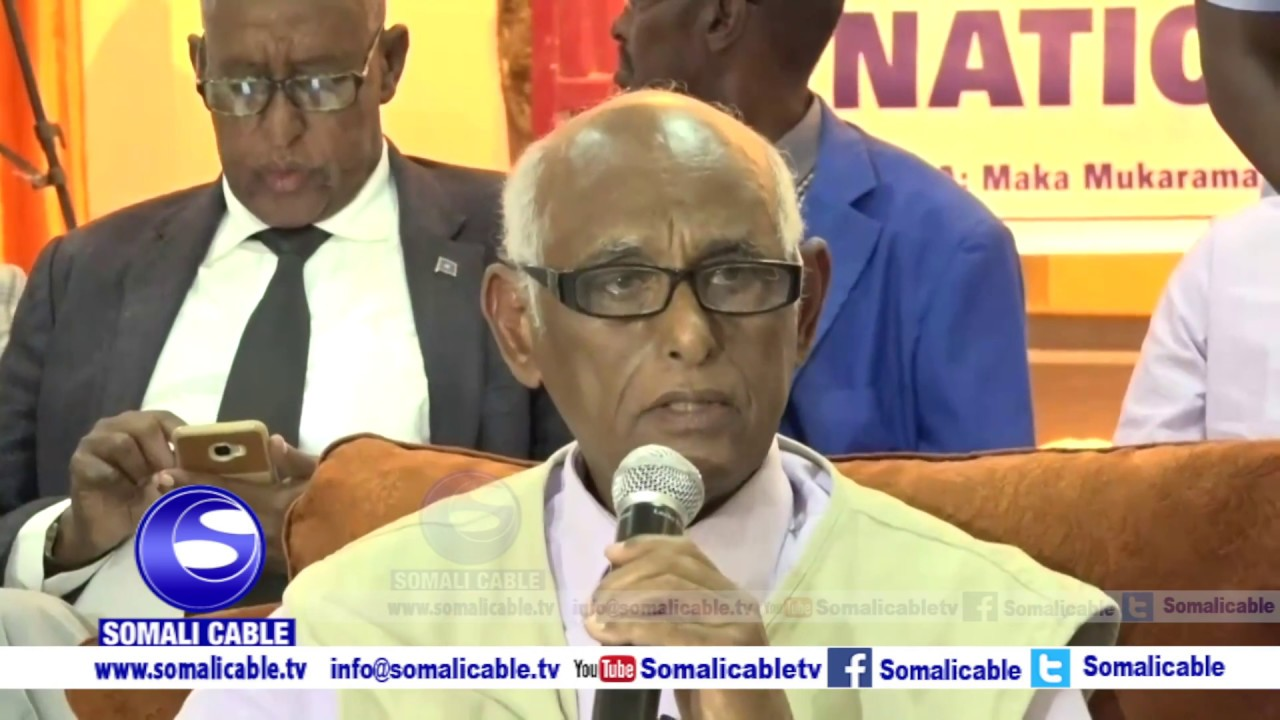
رئيس وزراء الصومال السابق، محمد عبدي يوسف ينحدر من عشيرة موسى إبراهيم الفرعية في أورتابل

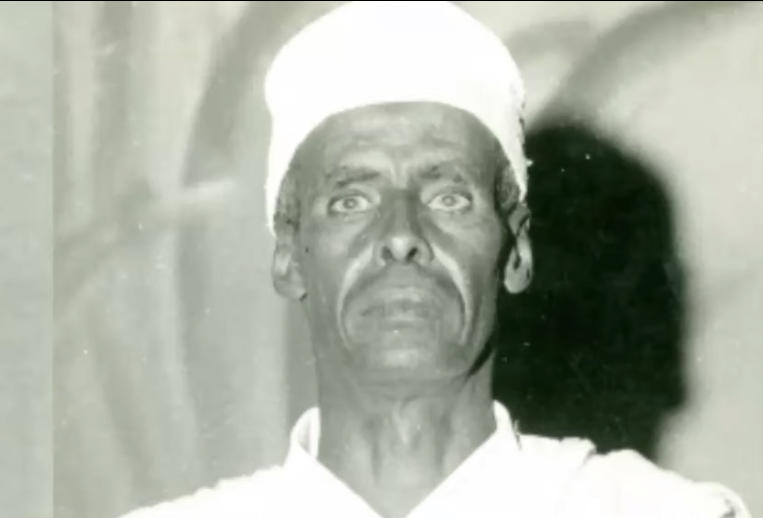
عريس عيسى كارشي، شاعر صومالي مشهور اشتهر بقصائده "الأم تأتي دائمًا أولاً" و"الثعلب والغنم" وينحدر أيضًا من عشيرة موسى إبراهيم الفرعية في أورتابل.

الأورتبلي (الصومالية: Awrtable العربية: أورتبلي؛ ويُكتب أيضًا Ortable, Aurtable or Owrtable) وهي عشيرة عربية صومالية تنحدر من قبيلة الدارود.

## نبذة
تمتلك قبيلة أورتيبلي أراضي تقليدية واسعة تغطي مقاطعات مدق ونوجال وبعض مناطق باري. يقيمون بشكل رئيسي في ولاية بونتلاند ويمكن العثور عليهم أيضًا في المنطقة الصومالية بإثيوبيا وولاية جوبالاند. إنهم يعيشون أو لديهم مراكز سكانية مهمة في كل ولاية أو منطقة صومالية تقريبًا.
تتمركز أورتيبلي بشكل رئيسي حول مدن بورتانلي، جالكايو، جعموفالي، جاروي، ميريساني، باليبوسلي، إيل، جودبجيران، جودود، رابابلي، باكدوين، جامامي، أفدير، بوساسو (بندر قاسم) وشيلابو.
أكبر عشيرة فرعية في قبيلة أورتيبلي هي آل موسى إبراهيم.
قبل الثورة الشيوعية بقيادة سياد بري، شكلت قبيلة الأورتبيلي غالبية سكان الدارود في العاصمة الصومالية مقديشو.

## الاشتقاق
اسم أورتبلي هو مثال على الكلمات المركبة، ويأتي من الكلمة الجذرية أور التي تعني "جمل ذكر كبير للحمل" وكلمة تابلي تعني "من يربط عقدة". يأتي الاسم من قصة أصل عشيرة دارود؛ عبد الرحمن بن إسماعيل الجبرتي، الأب الأصلي لجميع عائلات دارود، تم إعطائه ابنة دير المسماة دونبيرو/دومبيرا. كان مهرها أن يُعطى أحد أبناء هذه العلاقة لعشيرة دير وأن يُربى كأحد أفرادها. تأخر المهر حتى ولد الابن الخامس والأصغر، يوسف، وتربى بين أقارب أمه. في يوم من الأيام، سمع أعمامه يخططون لقتل والده وإخوته. فقرر حينها ربط جمال شعب أمه، ومن ثم حصل على اسم أورتبلي - أي من ربط الجمال بمكر. لهذا السبب، دعا له والده عبد الرحمن بما يمكن اعتباره تنبؤًا بأن نسل يوسف سيكون قليل العدد لكنه سيتفوق في العلم والمكانة.

## شجرة العشيرة
دارود
- أورتبلي (يوسف دارود)
  - آل موسى إبراهيم
    - الفقيه إدريسي

  - آل محمد إبراهيم
  - آل غيدي إبراهيم
  - آل جامع إبراهيم
  - آل غوليد إبراهيم
  - آل أحمد إبراهيم
  - آل فارح إبراهيم هناك تقليد يقترح أن عشيرة داباري من قبيلة رحنوين تنحدر أصلاً من الأورتبلي، كونها شقيق إسلام بن إبراهيم الذي ولد العشائر الفرعية الرئيسية لإبراهيم

## أشخاص بارزون
حاجي ديري حرسي كان عضوًا مؤسسًا في رابطة شباب الصومال
محمد عبدي يوسف كان رئيس وزراء الصومال السابق
السلطان عبد اللطيف بن السلطان حرسي هو سلطان أورتابلي
عريس عيسى كارشي كان شاعرًا صوماليًا مشهورًا
عبد القاني جيلي محمد، هو وزير دولة لشؤون الثروة السمكية وعضو مجلس الشيوخ في البرلمان الصومالي
عبد الرحمن عمر محمد (الدكتور عنايه) كان المدير السابق للخدمات الطبية والصحة العامة والوبائيات في منطقة بنادير
عبدي يوسف كان أول صومالي قُتل خلال انتفاضة دهاغاكستور ضد الاستعمار الإيطالي في عام 1943، ووالد محمد عبدي يوسف
جابر محمد عبدي هو الوزير الحالي للتعليم الدولي في الحكومة الفدرالية الصومالية
عبد العزيز نور حرسي كان وزيرًا سابقًا للعمل والرياضة من 1970 إلى 1977
محمد محمود غاني أستاذ الطب البيطري والرئيس السابق لجامعة الصومال الوطنية
الدكتور محمد عدن دهغاوين كان مؤلف "دستور جاروي في بونتلاند"، وممثل لمنطقة مدغ
الدكتور عبد الرحمن الشيخ-نور، دكتوراه في القانون والفلسفة هو الذي كتب الدستور الصومالي أثناء الحكومة المركزية السابقة في الصومال
عبد الرحمن نور حرسي كان وزيرًا سابقًا للمالية في الصومال وعضوًا مؤسسًا ونائب الرئيس التنفيذي للبنك الإسلامي للتنمية
الشيخ نور محمد، الزعيم الروحاني الذي ظهرت له العديد من المعجزات خلال حياته، البركات والشفاء وهو معروف جدًا في الصومال
الجنرال محمد حسين داود "حيراني" كان جنرالًا بارزًا في القيادة العليا خلال حرب أوغادين